# ايمانويل غونزاليس
ايمانويل غونزاليس هو مهندس فلبيني، ولد في 1982.